# کابسا لا باکا
کابسا لا باکا (به اسپانیایی: Cabeza la Vaca) یک شهرستان در اسپانیا است که در استان باداخس واقع شده‌است.